# Lågkonjunkturen under 1970-talet

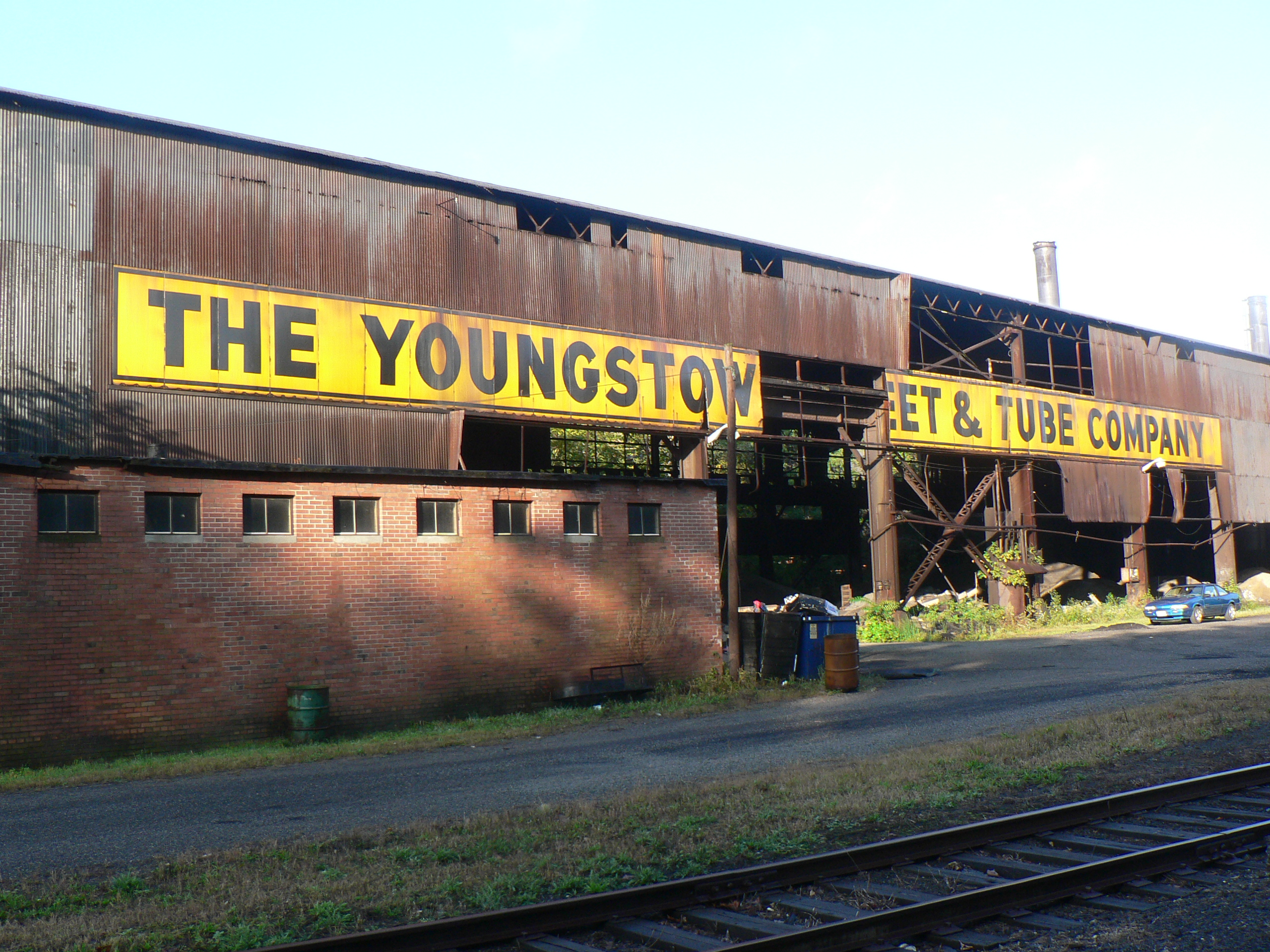
1970-talet, med sin lågkonjunktur, ses ofta som en brytningstid mellan industrisamhälle och tjänstesamhälle, och föråldrad industri tvingades stänga igen.

Lågkonjunkturen under 1970-talet eller 70-talskrisen var en period av ökande arbetslöshet och svag ekonomisk tillväxt i västvärlden under mitten och slutet av 1970-talet samt under 1980-talets första år, efter högkonjunkturen efter andra världskriget. Eftersom inflationen fortfarande var hög under 1970-talet, räknades det som stagflation.
Världens aktiebörser drabbades hårt, framför allt Storbritannien, och börskraschen var en av de största i den moderna historien.
Den inleddes med upplösningen av Bretton Woods-systemet 1971, oljekrisen 1973 och en börsnedgång under 1973/1974. Lågkonjunkturen spred sig till andra branscher genom stålkrisen och varvskrisen, och förlängdes av oljekrisen 1979. Den 8 oktober 1982 noterades högsta arbetslöshetssiffrorna i USA på 42 år. och Sverige devalverade samma dag sin valuta i sin kamp mot de ekonomiska problemen.
Det var i samband med denna lågkonjunktur som begreppet stagflation började användas; under föregående decennier hade konjunkturcyklerna varit mer förutsägbara med en växling mellan hög arbetslöshet och hög inflation i enlighet med Phillipskurvan. Under 1970-talet förändrades läget, och nu hade man arbetslöshet och inflation samtidigt.
Några år in under 1980-talet vände konjunkturerna uppåt igen.
Händelsen ses ofta som en brytningsperiod i övergången från industrisamhälle till tjänstesamhälle., liknande den under 1800-talet då jordbrukssamhället i västländerna ersattes av industrisamhället.

## Sverige
Se även: Industrikrisen i Sverige under 1970-talet.
I Sverige försvagades exportindustrins konkurrenskraft, dels på grund av den starka kronan och dels på grund av andra kostnadsökningar. För att förbättra exportindustrins försvagade konkurrenskraft devalverades den svenska valutan tre gånger under åren 1976-1977.
Den svenska lågkonjunkturen utlöste en strukturkris i delar av industrin, den så kallade 70-talskrisen, som förutom nedläggningar och fusioner också medförde att nya typer av industrier växte fram.

### Fotnoter
1. ↑  ”Nästa världskris kommer om 40 år”. 15 december 2008. Arkiverad från originalet den 24 maj 2012. https://archive.is/20120524230224/http://www.asebol.net/publ/2008121501/. Läst 25 augusti 2011.
2. ↑  Davis, E. Philip (25 februari 2003). ”Comparing bear markets - 1973 and 2000”. National Institute Economic Review "183" (1):  ss. pp. 78–89. doi:10.1177/0027950103183001464. http://ner.sagepub.com/cgi/content/abstract/183/1/78. Läst 11 september 2007.
3. ↑  Woodard, Dustin. ”1973 - 1974 Stock Market Crash”. About.com. Arkiverad från originalet den 24 april 2009. https://web.archive.org/web/20090424190403/http://mutualfunds.about.com/cs/history/p/crash7.htm. Läst 11 september 2007.
4. 1 2   Horisont 1982. Bertmarks
5. ↑  ”Inflation”. Arkiverad från originalet den 18 september 2011. https://web.archive.org/web/20110918163735/http://hem.passagen.se/mapevoices/specialarbete/nationalekonomi/inflationen.htm. Läst 10 augusti 2011.
6. 1 2  ”Det nya Sverige”. Arkiverad från originalet den 13 augusti 2010. https://web.archive.org/web/20100813012527/http://www.entreprenorsregionen.se/res/pub/1490/DetNyaSverige.pdf. Läst 9 augusti 2011.
7. ↑  ”Den industriella revolutionen”. 15 mars 2009. Arkiverad från originalet den 13 april 2011. https://web.archive.org/web/20110413224235/http://historia2.se/index.php?option=com_content&view=article&id=62&Itemid=82. Läst 9 augusti 2011.
8. ↑  
Lindbeck, Assar (2012). Ekonomi är att välja: memoarer. Stockholm: Bonnier. sid. 274. Libris 12750573. ISBN 978-91-0-012976-7
9. ↑  ”Svensk industri under 150 år”. http://data.s-info.se/data_page/1465/documents/Svensk_industri_under_150_ar.pdf. Läst 9 augusti 2011.